# Konjska kislica
Konjska kislica (znanstveno ime Rumex hydrolapathum) je trajnica iz družine dresnovk.

## Opis
Konjska kislica je najvišja rastlina svojega rodu, saj lahko zraste do 2 metra v višino. V zemlji ima močno koreniko, ki je lahko težka več kilogramov. Iz nje spomladi poženejo številni široko suličasti listi, ki imajo posamezne listne peclje in med seboj niso povezani. Ti listi dosežejo dolžino do 40, v širino pa okoli 15 cm. Peclji teh spodnjih listov so na zgornji strani ploski. Steblo rastline je vzdolžno žlebičasto in slabotno razvejano. Na vrhu stebla poženejo v vretenca razporejeni zelenkasto rdeči cvetovi. Vsak cvet ima svoj ovršni list, sestavljeni pa so iz enojnega cvetnega plaščka iz šestih listkov, šestih prašnikov in pestiča, ki pa je zrasel iz treh plodnih listkov. Trije notranji cvetni listi imajo veliko bradavico. Socvetja poganjajo iz pazduh manjših stebelnih listov suličaste oblike, rastlina pa cveti julija in avgusta. Razmnožuje se z delitvijo korenike, pa tudi s semeni.
Konjska kislica je eden redkih dekaploidnih organizmov, ki imajo po 200 individualnih kromosomov.
Rastlino zajedajo različne vrste listnih uši, z listi pa se prehranjujejo tudi gosenice močvirskega cekinčka.

## Razširjenost in uporabnost
Konjska kislica je samonikla v Evropi in zahodni Aziji, kjer najbolje uspeva v močvirjih in na dobro namočeni zemlji ob stoječih vodah na nevtralni in bazični podlagi. Korenika vsebuje okoli 20% čreslovin. V ljudskem zdravilstvu se uporablja prelivek iz zdrobljene korenike za ustavljanje driske in pri črevesnih vnetjih. Za uporabo v zdravilstvu se koreniko nabira septembra in oktobra.